# Frédéric N'Doumbé
Frédéric N'Doumbé fou un futbolista camerunès de la dècada de 1960. Pel que fa a clubs, destacà a Le Havre AC, Montpellier HSC i AS Saint-Étienne.